# Centésimo (fracción monetaria)

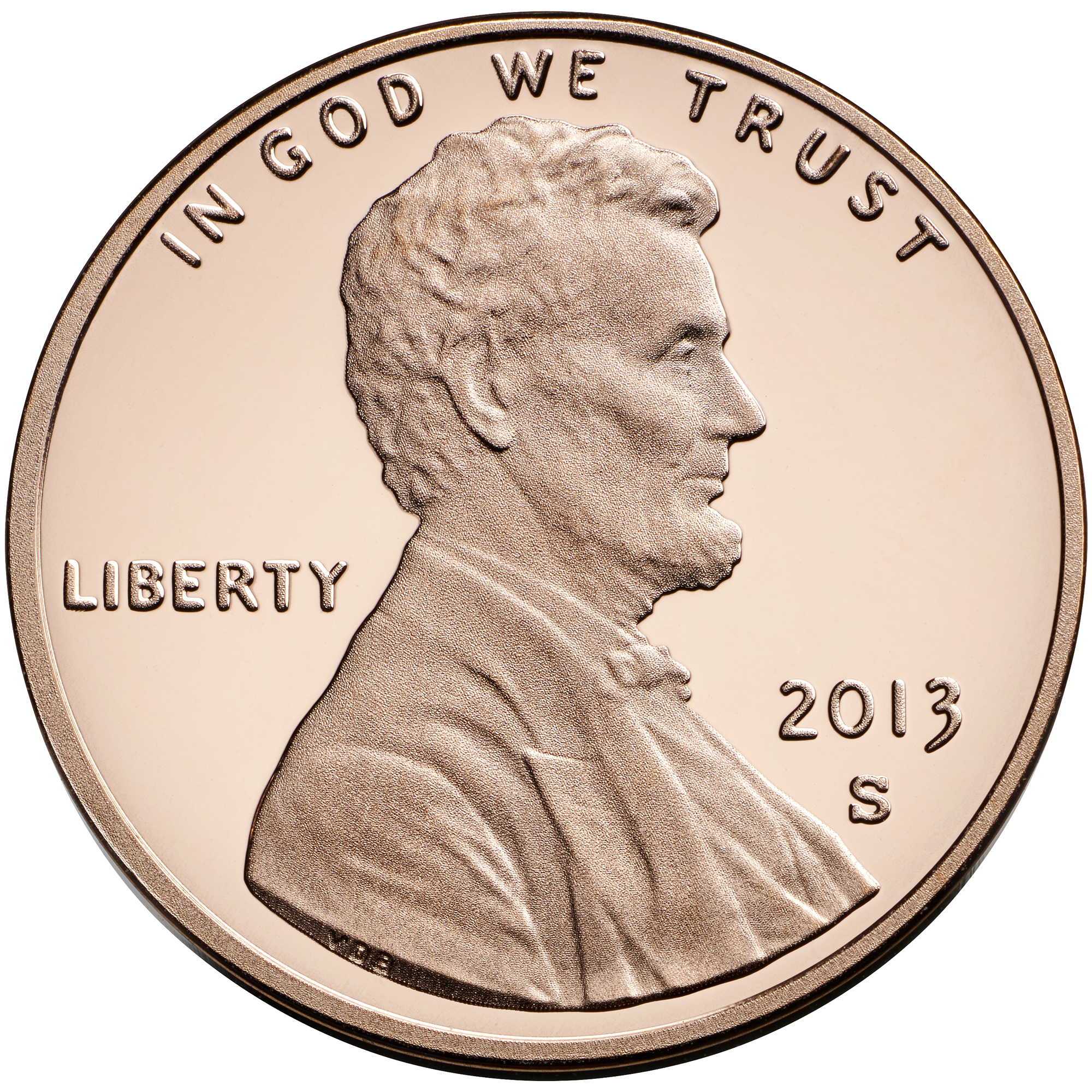
Una moneda de 1 centavo estadounidense.

El centavo, céntimo o centésimo (dependiendo de la moneda), es una fracción monetaria utilizada por algunas monedas nacionales, y su valor es la centésima parte del valor de la moneda correspondiente. En algunos casos se utiliza a veces el símbolo ¢ para referirse al centavo, aunque no se trata de un símbolo oficial reconocido internacionalmente.
El uso de cada uno de los términos no depende del país o continente en el que estemos, sino que depende de la moneda a la que nos referimos. Así, el dólar estadounidense se divide en centavos, el bolívar venezolano en céntimos, y el balboa panameño en centésimos.
La abreviatura de centavo y centésimo es «cent.» y la de céntimo es «cént.»; en todos los casos la abreviatura del plural es «cts.».
En el caso del euro, la división de la moneda es «cent» (plural «cents»), aunque tradicionalmente se traduce al español como céntimos.

## Uso de los distintos términos
Según la moneda, se usa distinto término para referirse a su división:
|                                    | País                 | Moneda                    | Denominación     |
| ---------------------------------- | -------------------- | ------------------------- | ---------------- |
| Bandera de Venezuela               | Venezuela            | Bolívar venezolano        | céntimos         |
| Bandera de Bolivia                 | Bolivia              | Boliviano                 | centavos         |
| Bandera de Costa Rica              | Costa Rica           | Colón costarricense       | céntimos         |
| Bandera de El Salvador             | El Salvador          | Colón salvadoreño         | centavos         |
| Bandera de Nicaragua               | Nicaragua            | Córdoba nicaragüense      | centavos         |
| Bandera de Ecuador                 | Ecuador              | Dólar estadounidense      | centavos         |
| Bandera de Estados Unidos          | Estados Unidos       | Dólar estadounidense      | centavos         |
| Bandera de España                  | España               | Euro                      | céntimos         |
| Bandera de Paraguay                | Paraguay             | Guaraní paraguayo         | céntimos         |
| Bandera de Honduras                | Honduras             | Lempira hondureño         | centavos         |
| Bandera de Argentina               | Argentina            | Peso argentino            | centavos         |
| Bandera de Chile                   | Chile                | Peso chileno              | centavos         |
| Bandera de Colombia                | Colombia             | Peso colombiano           | centavos         |
| Bandera de Cuba                    | Cuba                 | Peso cubano               | centavos, quilos |
| Bandera de la República Dominicana | República Dominicana | Peso dominicano           | centavos         |
| Bandera de Filipinas               | Filipinas            | Peso filipino             | céntimos         |
| Bandera de México                  | México               | Peso mexicano             | centavos         |
| Bandera de Uruguay                 | Uruguay              | Peso uruguayo             | centésimos       |
| Bandera de Guatemala               | Guatemala            | Quetzal guatemalteco      | centavos         |
| Bandera de Brasil                  | Brasil               | Real brasileño            | centavos         |
| Bandera de Perú                    | Perú                 | Sol peruano               | céntimos         |
| Bandera de Panamá                  | Panamá               | Balboa (moneda de Panamá) | centésimos       |

## Monedas con divisiones que no se llaman «centavos», «céntimos» ni «centésimos»
- La libra esterlina (Reino Unido) se divide en 100 peniques desde 1971.
- El rublo ruso, el rublo bielorruso, y la grivna (Ucrania) se dividen en 100 kopeks.
- La kuna croata se divide en 100 lipa.

## Símbolo
En algunos países donde se usa el centavo, se emplea el símbolo ¢ para el centavo, así que 50¢ quiere decir «50 centavos». Sin embargo no se trata de un símbolo oficial reconocido internacionalmente. Este símbolo solo se emplea para números menores de 100. En el Reino Unido, se usa la letra «p» (que representa la palabra pence, plural de penny 'penique') a la derecha del número, de modo que 50p significa «50 pence» (o «50 peniques»).